# Vendelín Mottl
Vendelín Mottl (též Václav Mottl, 8. prosince 1837 Praha-Nové Město – 31. srpna 1916 Praha-Nové Město) byl český textilní obchodník a podnikatel, majitel oděvního, krejčovského a galanterního obchodu na pražském Jungmannově náměstí. Dům s obchodem nechal v letech 1905 až 1906 přestavět na víceúčelový palác zvaný Mottlův dům, který se stal jedním z nejluxusnějších pražských obchodních domů.

## Život

### Mládí
Narodil se na Novém Městě v Praze v rodině Matiáše Mottla (1804–1874), pražského krejčího, původem pocházejícího z Mlečic u Zbiroha. Otec působil od mládí v Praze, ve svém obchodě od roku 1834 po vzoru pařížských módních salonů zavedl měření centimetrem. Roku 1851 se stal členem evropské módní akademie a byl jedním z 25 členů redakce evropských módních novin, které byly téhož roku založeny. Se svými syny vykonal také cestu do Paříže. Od roku 1852 byl pak prvním krejčím v Praze, který používal šicí stroj. Své výrobky prezentovala firma světových výstavách v Londýně, Paříži, Vídni, Filadelfii a dalších městech. Svůj obchod měl ve dvoupatrovém barokním nárožním domě U Zlatého věnce na rohu pozdějšího Jungmannova náměstí a Ferdinandovy třídy.
Vendelín vystudoval staroměstské gymnázium, kde byl všestranně vzdělán, a následně začal pracovat otcově firmě. Roku 1853 sestrojil redukční přístroj ke kresbě střihu, který si nechal patentovat, a poté se odebral do Paříže, odkud za svým odborným vzděláním nastoupil další cestu po Francii, Anglii, Německu, Itálii a Rakousku. Věnoval se rovněž hudební kompozici a na přelomu 50. a 60. let 19. století složil několik skladeb. Rovněž byl členem pěveckého sboru Hlahol pražský.

### Vedoucím firmy
Řízení rodinné firmy roku 1860 převzal a nadále pokračoval ve vývoji inovací: v jeho krejčovství bylo údajně možné zhotovit kabát deseti zaměstnanci za dvacet minut. Jeho obchod byl mj. vyhlášen prodejem klobouků. Do svých řad jej posléze přijala Módní evropská akademie. Výrobky firmy se těšily ocenění na zahraničních výstavách, Mottl byl roku 1862 byl zvolen za delegáta a zpravodaje na Světové výstavě v Londýně, roku 1878 byl pak rakouským ministerstvem obchodu ustanoven porotcem při Světové výstavě v Paříži. Roku 1867 obdržel za své zásluhy Záslužný kříž s korunou.

Mottlův dům na Jungmannově náměstí

Byl také členem řady veřejných dobročinných a charitativních spolků a podporovatelem českého vlasteneckého hnutí.

### Mottlův dům
Sídlo svého obchodu nechal posléze strhnout a na jeho místě v letech 1905 až 1906 zbudovat čtyřpatrový obchodní a bytový dům podle návrhu svého syna, stavitele a architekta Karla Mottla, profesora pražské Uměleckoprůmyslové školy. Své sídlo zde měla též Ústřední banka českých spořitelen a Česká grafická unie. Komerční prostory v přízemí byly vybaveny prostornými prosklenými výklady. Stavitele udává deska s nápisem na jižní zdi budovy, dále monogramy obou mužů, VM a KM, na mřížovém kování v přízemí, v úrovni 4. patra byla pak vyhotovena štuková busta Vendelína Mottla. Dům byl v letech 1908 a 1913 stavebně K. Mottlem dále upravován, byla například dostavěno točité schodiště propojující patra.

### Úmrtí
Vendelín Mottl zemřel 31. srpna 1916 na Novém Městě v Praze ve věku 78 let.

### Rodinný život
Jeho synem byl architekt a stavitel Karel Mottl (1875-??).